# 일본국 헌법 제66조
일본국 헌법 제66조(일본어: 日本国憲法第66条)은 일본국 헌법 제5장 "내각"의 조문 중 하나이다. 내각의 조직, 내각총리대신 및 국무대신(각료)의 자격, 내각과 국회의 관계(의원내각제)에 대해 규정하고 있다.

## 조문
일본국 헌법 제66조
① 내각은 법률이 정하는 바에 의하여 그 수장인 내각총리대신 및 그 외 국무대신으로 이를 조직한다.
② 내각총리대신 그 외 국무대신은 문민이어야 한다.
③ 내각은 행정권의 행사에 관하여, 국회에 대하여 연대하여 책임을 진다.

## 해설
구체적인 내각의 구성은 법률의 규정에 맡기고 있으며, 이에 따라 '내각법'이 제정되어 있다.
정부 견해에 따르면 본 조에서 말하는 '문민'이란 다음에 제시된 자가 아닌 자를 말한다.
- 구 일본 제국군에서 직업군인으로 근무한 경력이 있는 자로, 군국주의적 사상에 깊이 빠져 있다고 판단되는 자
- 현재 자위대 대원의 직에 있는 자

또한 이 정부 견해에 따르면 '군국주의 사상'이란 "한 나라의 정치·경제·법률·교육 등을 오직 전쟁을 위해 이용하며, 전쟁을 '국가 위력의 발현'이라고 생각하고 이를 위해 정치·경제·외교·문화 등의 면을 군사에 종속시키는 사상을 말한다"라고 정의했다.
당초 연합군 최고사령부(GHQ)가 제시한 헌법 초안에서 "일본은 전력을 보유하지 않는다"는 비무장 원칙이 이미 담겼기 때문에, 본 조 제2항과 같이 군인의 존재를 전제로 하는 문민통제 조항은 둘 필요가 없었고 당연히 초안에서는 포함되지 않았다. 그러나 이후 심의 과정을 거치며 일본 측 교섭 담당자가 헌법 초안에서의 비무장 원칙을 수정하여 '자위'를 목적으로 하는 방위 조직의 보유를 가능하게 하는 뉘앙스로 조문을 바꾸었고(아시다 수정), 이에 연합국의 최고 정책결정기구였던 극동위원회가 이러한 '아시다 수정'으로 인해 향후 일본이 군대를 보유하게 될 가능성이 있다는 점을 문제 삼으면서 결국 1946년 9월 극동위원회는 '아시다 수정'을 받아들이는 대신 본 조 제2항의 내용과 같은 문민통제 조항을 헌법에 삽입할 것을 일본 측에 요구하는 방향으로 조정이 이루어졌다. 이에 따라 후속 심의 과정에서 본 헌법 제66조에 문민통제 조항을 신설하였다.